# Kees van Eersel
Kees (doopnaam: Cornelis) van Eersel (Vlaardingen, 15 augustus 1944) is een Nederlandse organist, componist, (koor)dirigent, beiaardier en orgelpedagoog.

## Levensloop

### Opleiding
Kees van Eersel ontving zijn eerste orgellessen begin jaren 1950 van Gijs de Graaf, toenmalig organist van de Grote kerk te Vlaardingen.
Van 1960 tot 1971 studeerde hij (met enkele onderbrekingen) orgel aan het Rotterdams Conservatorium. Bij Piet van den Kerkhoff behaalde hij in 1965 de Onderwijsakte B, bij George Stam in 1967 het einddiploma solospel met aantekening voor improvisatie en in 1971 bij André Verwoerd de Prijs van Uitnemendheid. Tijdens deze periode studeerde hij tevens koordirectie bij George Stam met bijvakken zang (bij Cees Touwen) en viool (bij mevr. De Monchy-Kuiper), compositie bij Otto Ketting, tevens hoofdvak piano bij Bart Berman.
Het eerste semester van 1969 studeerde hij aan de Schola Cantorum te Parijs bij Jean Langlais en behaalde daar de Prix de Virtuosité met de onderscheiding 'Maximum'.
Na zijn benoeming als cantor-organist van de Grote of Maria Magdalenakerk te Goes studeerde hij gedurende het cursusjaar 1975/1976 kerkmuziek aan het Utrechts Conservatorium (koordirectie bij Klaas Venneker, liturgiek en hymnologie bij Maarten Kooij, kerkelijk orgelspel bij Jan Welmers en zang bij Rom Kalma) en behaalde hij de praktijkdiploma's Kerkelijk Koorleider en Kerkelijk Orgelspel.
Daarnaast studeerde hij beiaard aan de Nederlandse Beiaardschool te Amersfoort bij Leen 't Hart en Peter Bakker. In 1977 behaalde hij het Praktijkdiploma Beiaardspel en in 1978 het Einddiploma Beiaardspel, beide met aantekening voor improvisatie.

### Persoonlijk
Kees van Eersel is twee keer getrouwd. Uit zijn eerste huwelijk heeft hij een dochter.

## Werk

### Organist
Kees van Eersel was achtereenvolgens organist:
- Van 15 november 1959 tot en met 14 december 1961 van de middagdiensten in de Hendrik de Cockschool (Gereformeerd) te Vlaardingen-West.
- Van 14 december 1961 tot en met 31 juli 1965 van de Maranathakerk (Gereformeerd) benoemd na een vergelijkend proefspel.
- Van 1 augustus 1965 tot en met 31 maart 1967 van de Maranathakerk (Gereformeerd) te Rotterdam-Overschie, benoemd na een vergelijkend proefspel. Hier leidde hij ook het Gereformeerd Kerkkoor.
- Van 1 oktober 1967 tot en met 30 november 1974 van de Oude Kerk (Nederlands Hervormd) te Rotterdam-Delfshaven, benoemd na een vergelijkend proefspel, met een onderbreking in 1969 vanwege zijn orgelstudie in Parijs.
- Van 1 december 1974 tot en met 14 augustus 2009 van de Grote of Maria Magdalenakerk te Goes (Nederlands Hervormd), als organist benoemd na een vergelijkend proefspel. Nadat hij begin 1975 de Maria Magdalena-cantorij oprichtte, werd hij benoemd als cantor-organist.

In de jaren '80 en '90 bekleedde Kees van Eersel bestuursfuncties binnen de K.N.O.V., zowel landelijk als provinciaal (In Rotterdam als secretaris, in Zeeland als voorzitter). Van de Commissie voor de Kerkmuziek van het Samenwerkingsorgaan voor de Eredienst was hij tien jaar lid, waarvan acht jaar als secretaris. Tevens was hij lid van de Landelijke Hervormde Orgelcommissie. Kees van Eersel was tot aan zijn pensionering organisator van de kerkconcerten in de Grote Kerk van Goes.
Kees van Eersel heeft sinds het begin van zijn carrière talloze orgelconcerten gegeven in binnen- en buitenland, waaronder St. Paul's Cathedral in Londen, Chester Cathedral (Chester, Verenigd Koninkrijk), de Dom van Riga, de kathedralen van Antwerpen, Gent en Vannes, de Fortkerk in Curaçao, en verder Parijs, Frankrijk, Noorwegen, Zwitserland, Oostenrijk.
Er zijn opnames van zijn spel gemaakt voor radio en tv en meer recent Youtube. Hij heeft ook verschillende platen en cd's en dvd's uitgebracht.
Tot zijn bekendste leerlingen mag hij Jan Hage rekenen (thans organist van de Dom van Utrecht) en Jaco van Leeuwen, thans organist van de Grote of Sint Jeroenskerk te Noordwijk.

### Componist
Van Eersel heeft werken gecomponeerd voor orgel, koor, en verschillende combinaties van zang en begeleidende instrumenten, in opdracht en vrij werk. Een van zijn belangrijkste werken in opdracht is het "Symfonisch Gedicht Geen Dierder Plek", een compositie over het Zeeuws Volkslied, in opdracht van de Provincie Zeeland in 1984. De meest recente opdrachten waren onder meer voor muziekensemble Il Canto Di Rame (in 2014) en voor het landelijk gehouden Ambitus Orgelconcours (2016/2017), en twee composities voor het Govert van Wijn-orgelconcours Maassluis 2017.
Zijn stijl van componeren kenmerkt zich vooral door de grote diversiteit, zowel qua vorm als qua idioom, van barok tot im- en expressionisme, waarbij met name Engelse componisten uit de 20e eeuw van invloed zijn geweest. De keuzes die hij daarin maakt zijn afhankelijk van het doel waarvoor de compositie is gemaakt. Orgelimprovisaties zijn doorgaans moderner of in juist in oude stijl.

### Lijst van composities
| Titel | Bezetting                                                     | Jaar      | Uitgave                                     |
| --- | ------------------------------------------------------------- | --------- | ------------------------------------------- |
| Plainte et Litanie | Orgel                                                         | 1966      |                                             |
| Drie liederen | Bariton of Mezzosopraan en piano                              | 1966      |                                             |
| Méditation | Piano                                                         | 1967      |                                             |
| Psalm 122 (voor de Maria Magdalenacantorij) | Koor en orgel                                                 | 1976      |                                             |
| Var. over Daar was een sneeuwwit vogeltje | Beiaard                                                       | 1979      | NKV                                         |
| Var. over Onder moeders parapluie | Beiaard                                                       | 1979      | NKV                                         |
| Var. over Schoon boven alle schonen | Beiaard                                                       | 1979      | NKV                                         |
| Var. over Ik wil mij gaan vertroosten | Beiaard                                                       | 1979      | NKV                                         |
| Etude | Beiaard                                                       | 1979      | NKV                                         |
| Drie korte stukken: scherzando, thema met variaties, fughetta | Fluit, Hobo, Klarinet, Fagot                                  | 1979      |                                             |
| Kleine Partita over Gezang 106 | Orgel                                                         | 1982      | Willemsen                                   |
| Rapsodie | Klarinet en orgel                                             | 1982      |                                             |
| Voorspel Gezang 19 | Orgel                                                         | 1982      | Cie. Km                                     |
| Voorspel Gezang 14 De Heer is mijn Herder | Orgel                                                         | 1982      | St. P.O.P.                                  |
| Voorspel Gezang 402 | Orgel                                                         | 1982      | Cie. Km                                     |
| Partita Gezang 147 | Orgel                                                         | 1982      | Willemsen                                   |
| Symfonisch Gedicht 'Geen dierder plek' (In opdracht van de provincie Zeeland. Première tijdens de Frans Naerebout-herdenking op 27 juni 1984 in de Grote Kerk te Vlissingen) | Symfonieorkest (Mk, Vrk. Ad lib.)                             | 1984      |                                             |
| Korte Kerstsuite | Vier houtblazers                                              | 1985      |                                             |
| Andante | Klarinet en strijkorkest (Bew. Klar. en orgel, Fl. en orgel)) | 1986      | (Intrada)                                   |
| Fantasia super Prijst God | Beiaard                                                       | 1986      |                                             |
| Almachtige verheven Heer (Gezang 400) | Gemeentezang, koor en orgel                                   | 1986      | Cie. Km                                     |
| Gezang 286:2 en 4 | Koor                                                          | 1986      | Cie. Km                                     |
| Mis in E | Gemeentezang koor en orgel                                    | 1987      | Cie. Km + Dienstboek                        |
| Die nachtegaal | Koor                                                          | 1987      |                                             |
| Serenade voor klarinet en strijkorkest (Allegro – Andante) | Klarinet en strijkorkest                                      | 1988      |                                             |
| " bewerkt voor: | Klarinet en orgel (piano)                                     | 1988      | Intrada                                     |
| " bewerkt voor: | Fluit en orgel (piano)                                        | 1988      | Intrada                                     |
| Koraalvoorspel Gezang 129 | Orgel                                                         | 1988      | Cie. Km                                     |
| Partita Psalm 25 | Orgel                                                         | 1989      | Willemsen                                   |
| Psalmodie 55 | Koor, Gemeentezang en orgel                                   | 1989      | Cie. Km                                     |
| Motet Psalm 55:23,17,19 | Koor (orgel ad lib.)                                          | 1989      |                                             |
| Gezang 279 | Gemeentezang, koor, koperquintet en orgel                     | 1989      | Cie. Km                                     |
| Partita Jezus leven van mijn leven | Orgel                                                         | 1989      | V.G.K.                                      |
| Vier Oud-Hollandse Kerstliederen | Koor (en orgel, resp. Instr.)                                 | 1989      | Intrada                                     |
| Gezang 178 | Gemeentezang, koor, orgel, fluit ad lib.                      | 1990      | Cie. Km                                     |
| Romeinen 8 / Gez. 89 | Gemeentezang, koor en orgel                                   | 1991      | Cie. Km                                     |
| Gezang 209 | Gemeentezang, koor en orgel                                   | 1991      | Cie. Km                                     |
| Gezang 142 | Koor en orgel                                                 | 1991      | Cie. Km                                     |
| Motet Gij hebt gehoord (Matth.5:43-48) | Koor (orgel ad lib.)                                          | 1991      | Intrada                                     |
| Recitativo en Andante | Cello en orgel                                                | 1991      | Intrada                                     |
| + Adagio | Cello en orgel                                                | 1991      | Intrada                                     |
| Gezang 289 (voorspel en zetting) | Orgel                                                         | 1992      | G.O.V.                                      |
| Elegie | Strijkorkest                                                  | 1992      |                                             |
| Voorspelen bij de Psalmen 14, 37, 87, 101 | Orgel                                                         | 1992      | Boekencentrum                               |
| Idem bij Gezangen 205, 214 | Orgel                                                         | 1992      | Boekencentrum                               |
| Valerius-suite | Vier houtblazers                                              | 1992      |                                             |
| Vijf Latijnse spreuken | Koor                                                          | 1992/1993 | Intrada                                     |
| Justorum animae | Koor                                                          | 1993      | Cie. Km                                     |
| Gezang 385 | Koor (gemeentezang) en orgel                                  | 1993      | Cie. Km                                     |
| Motet Ad te, Domine | Koor                                                          | 1994      | Intrada                                     |
| Justorum animae (2e comp.) | Koor en orgel                                                 | 1994      | Intrada                                     |
| Epitaaf | Koor (orgel ad lib.)                                          | 1994      |                                             |
| All Through the Night | Koor en orgel (of piano)                                      | 1994      |                                             |
| The Lamb | Koor                                                          | 1994/1995 |                                             |
| Voorspelen bij de Ps. 5, 19, 84, 86 en 137 | Orgel                                                         | 1995      | Boekencentrum                               |
| Motet Kind, gij zijt altijd bij mij (Luc.15-31,32) | Koor en orgel                                                 | 1995      |                                             |
| Sainte | Koor en harp                                                  | 1995      | Intrada                                     |
| Eindelijk stilte (smartlap) | Zang en piano (accordeon)                                     | 1995      |                                             |
| Gezang 130 | Koor, Gem. Zang en orgel                                      | 1995      | Cie. Km                                     |
| Drink to Me Only with Thyne Eyes | Koor                                                          | 1995      |                                             |
| Psalm 99 | Orgel                                                         | 1995      | G.O.V.                                      |
| Gezang 81 | Orgel (voor Joh. van Dommele)                                 | 1996      | Stichting Grote of St. Eusebius-kerk Arnhem |
| Gezang 95 / Efese 3:14-21 | Koor, Gemeentezang en orgel                                   | 1996      |                                             |
| Zingend Geloven I 40 Gij die ver voor ons uit | Koor, Gemeentezang en orgel                                   | 1996      | Cie. Km                                     |
| Drie Nederlandse gedichten | Vrouwenkoor en harp                                           | 1996      | Intrada                                     |
| November (J.C.Bloem) | Koor                                                          | 1996      |                                             |
| Motet Propter veritatem | Vrouwenkoor (Volunge)                                         | 1996      |                                             |
| Motet Ik ben de goede Herder (Johannes 10:14,15) | Koor                                                          | 1997      | Intrada                                     |
| Graduale Benedicam Dominum | Koor en Vrouwenkoor                                           | 1997      |                                             |
| Avond (W. Kloos) | Koor                                                          | 1997      |                                             |
| Motet Indien iemand de eerste wil zijn (Markus 9:35b-37) | Koor (orgel ad lib.)                                          | 1997      |                                             |
| Motet Toen de Farizeeën (Matth. 22:34-40) | Koor (orgel ad lib.)                                          | 1997      |                                             |
| Hoe leit dit Kindeken | Koor                                                          | 1997      | Intrada                                     |
| Psalm 123 – vier versetten | Orgel                                                         | 1998      | V.O.G.G.                                    |
| De acht zaligsprekingen | Kinderkoor en orgel                                           | 1999      | Cie. Km                                     |
| Psalm 1 – voorspel en zetting | Orgel                                                         | 1999      | G.O.V.                                      |
| Dormi Jesu | Koor en orgel (harp)                                          | 2000      | Intrada                                     |
| Gezang 211 (voorspel en zetting) | Orgel                                                         | 2000      | G.O.V.                                      |
| Motet Al zou de vijgeboom (Hab. 3:17-19) | Koor (orgel ad lib.)                                          | 2001      |                                             |
| Motet zonder woorden | Koor (11 september)                                           | 2001      |                                             |
| Intermezzo | Piano                                                         | 2001      |                                             |
| Miniatuur | Piano                                                         | 2001      |                                             |
| Gezang 329 (Ps. 38) (voorspel en zetting) | Orgel                                                         | 2002      | G.O.V.                                      |
| Drie gedichten (teksten Jacq. E. v/d Waals) | Vrouwenkoor en piano                                          | 2003      | Intrada                                     |
| Ego Flos (tekst Guido Gezelle) | Vrouwenkoor (of sopraan solo) en piano (of orgelbegeleiding)  | 2003      | Intrada                                     |
| Gezang 99 (Lb.v.d.K) voorspel en zetting | Orgel                                                         | 2003      | G.O.V.                                      |
| Intermezzo over BACH | Klarinetsolo                                                  | 2003      |                                             |
| Zestig zettingen (t.b.v. Orgelboek bij 491 gezangen) | Orgel                                                         | 2004      | Boekencentrum                               |
| 't En zijn de Joden niet (J. Revius) | Koor en orgel                                                 | 2004      | Intrada                                     |
| Die heilige Woche | Koor en orgel                                                 | 2004      | Intrada                                     |
| Gezang 293 Wat de toekomst brengen moge | Orgel                                                         | 2005      | St. P.O.P.                                  |
| Gezang 434 Lof zij den Heer | Orgel                                                         | 2005      | St. P.O.P.                                  |
| Drie liederen – teksten van Maria de Groot | Sopraan en piano                                              | 2005      | Intrada                                     |
| Preces en Responses voor een Evensong | Koor (orgel ad lib.)                                          | 2006      | Intrada                                     |
| Twee gedichten van Micheal O' Siadhail | Koor                                                          | 2006      |                                             |
| 'Turlough' (in opdracht van Ned. Harpvereniging) | Harp solo                                                     | 2006      | Intrada                                     |
| Voorspel en koraal Psalm 48 | Orgel                                                         | 2007      | V.G.K.                                      |
| Voorspel en Koraal bij Gezang 3/235 (Lb.v.d.K.) | Orgel                                                         | 2007      | G.O.V.                                      |
| 'In Festis Sancta Maria Magdalenae' (In 2009 ingezongen op 16 sporen en op CD uitgebracht door Magdeleen van Eersel).                                                        | 16-st.Vrouwenkoor                                             | 2008      |                                             |
| 'Lof zij den Here' (Zingend Geloven I,24) | Koor, gemeente, fluit en orgel                                | 2008      | G.O.V.                                      |
| Motet 'Memento mei Deus' | Koor en orgel                                                 | 2008      | Intrada                                     |
| Psalm 28 – drie versetten + koraal. | Orgel                                                         | 2009      | V.O.G.G.                                    |
| Psalm 100 | Koor, gemeente en orgel                                       | 2009      | Intrada                                     |
| Angelus ad Virginem | Koor                                                          | 2009      | Intrada                                     |
| Tafelgebed | Voorganger, gemeente en orgel                                 | 2010      | M.p.D.                                      |
| Psalm 2 – twee koraalbewerkingen | Orgel                                                         |           | G.O.V.                                      |
| All Through the Night | 3 st. koorlied voor hoge stemmen en piano                     | 2012      |                                             |
| Daar was een sneeuwwit vogeltje | idem                                                          | 2012      |                                             |
| Sprookjesmusical | Kinderkoor en piano                                           | 2012      | Vier Alt- en Tenorzettingen                 |
| Ps 33/67 | Orgel                                                         | 2012      | V.G.K.                                      |
| Vier Alt- en Tenorzettingen Psalm 19 | Orgel                                                         | 2012      | V.G.K.                                      |
| Thuiskeer in Zeeland, tekst Hans Warren | Mannenkoor, viool en piano                                    | 2012      |                                             |
| 'Was mich bewegt' tekst Rainer Maria Rilke | Sopraan solo, Trompet in C, Cello en orgel                    | 2014      |                                             |
| 'Ons is geboren een kindekijn' | 2st Vr.- of kinderkoor en orgel of piano                      | 2015      |                                             |
| Trio in c kl.t. (Opdracht van Stichting Govert van Wijn, Maassluis) | orgel                                                         | 2016      |                                             |
| Intermezzo voor orgel (idem) | orgel                                                         | 2016      |                                             |
| Introductie en variaties over Psalm 149 (In opdracht van het Ambitusorgelcours 2016/17)                                                                                      | orgel                                                         | 2017      |                                             |
| Psalm 130, vier versetten (idem) | orgel                                                         | 2017      |                                             |
| Koraalvoorspel 'De Heer is mijn herder' (op verzoek van de 'Orgelvriend') | orgel                                                         | 2017      | Muziekbijlage De Orgelvriend                |
| Koraalvoorspel 'O Jesu Christe, wahres Licht' (id) | orgel                                                         | 2017      | muziekbijlage De Orgelvriend                |
| Triosonate in c kl.t. (completering van Trio in c kl.t. 2016 met langzaam en snel deel)                                                                                      | orgel                                                         | 2017      |                                             |

### Koordirigent
Kort na zijn benoeming als organist van de Grote kerk in Goes richtte Kees van Eersel in 1975 de Maria Magdalenakindercantorij op en een jaar later, 1976, de Maria Magdalena-cantorij. De kindercantorij heeft ruim twee jaar bestaan. De Maria Magdalena-cantorij functioneerde tot en met 12 juli 2009 binnen de liturgie van de Grote kerk. Voor deze cantorij schreef Kees van Eersel talloze liedzettingen, responsies en diverse motetten (veelal uitgegeven bij de Commissie voor de Kerkmuziek). De Maria Magdalenacantorij was diverse malen buiten de muren van de Grote kerk te beluisteren waaronder ook voor radio en tv. Het repertoire kwam uit de diverse kerkelijke tradities en omvatte verschillende stijlperiodes. Zij bestond uit liedzettingen, motetten, cantates, anthems, psalmchants enzovoort.
Van 1986 tot 1996 dirigeerde Kees van Eersel ook het Roosendaals Kamerkoor.
In januari 1988 richtte Kees van Eersel het Zeeuws Vocaal Ensemble (ZVE) op, met als doel op een zo hoog mogelijk niveau zowel kerkelijke als wereldlijke (klassieke) koormuziek te kunnen vertolken. Het repertoire omvat chansons, madrigalen, motetten, missen, cantates, koorliederen enz. Voor het ZVE componeerde Kees van Eersel diverse werken in verschillende bezettingen (veelal uitgegeven bij Intrada). Het koor maakte concertreizen naar Engeland, Letland, Litouwen, Duitsland en België en was te beluisteren voor radio en tv. Tevens werd in 2010 een CD met kerkmuziek van zijn hand uitgebracht door de Stichting Nieuwe kerkmuziek/Dirk Zwart, uitgevoerd door het Zeeuws Vocaal Ensemble m.m.v. Jaco van Leeuwen (orgel) en Lenie de Meij (harp) en Suzan Zwart (fluit). De opnames hiervan vonden plaats in de Grote kerk in Zierikzee.

### Beiaardier
Op 1 december 1976 werd Kees van Eersel benoemd als stadsbeiaardier van Zierikzee, op de stadhuistoren, en in de Zuidhavenpoort van Zierikzee. Dit dienstverband is vanwege pensionering beëindigd op 1 augustus 2009
Per 1 maart 1980 werd Kees van Eersel tevens benoemd als stadsbeiaardier van Veere, op de stadhuistoren aldaar, na sinds 1978 zijn voorganger Piet Broerse te hebben vervangen in Veere, Middelburg en Vlissingen. Dat dienstverband liep door tot en met 29 december 2012.

### Discografie
| CD opgenomen in de Nieuwe kerk van Zierikzee | Kees van Eersel – Vocale Kerkmuziek Uitvoerenden: het Zeeuws Vocaal Ensemble o.l.v. Kees van Eersel, Jaco van Leeuwen – orgel. Suzan Zwart – dwarsfluit, Lenie de Meij – harp. |
| DVD: Grote kerk Harderwijk                   | Kees van Eersel met improvisaties in verschillende stijlen en vormen. Tevens opnamen van Willem van Twillert, Jaap Zwart en instrumentalisten. Uitgave Stichting POP, Literata. |
| CD: Orgels in Vlaardingen                    | Kees van Eersel bespeelt het orgel van de Emmaüskerk. Overige organisten op deze cd: Geert Bierling, Aad van der Hoeven, Jaap Kroonenburg, Herman Lammers, Mar van der Veer en Bas de Vroome. |
| CD: Zierikzee, Nieuwe Kerk                   | 'Zomerconcerten', met diverse andere organisten |
| DVD: Bovenkerk Kampen                        | Uitgave van Stichting Promotie Orgelprojecten (samen met A. Weegenaar, A. de Kort, D. Sanderman en W. van Twillert) |
| CD: Goes, Grote Kerk                         | 'Orgelreis door tijden en landen', werken van Cosyn, Scheidt, Buxtehude, Bach, Boëlly, Franck, Jongen, Reger en Van Eersel. |
| CD: Goes, Grote Kerk                         | 'Jubal' 1991 |
| CD: Vlissingen, Grote Kerk                   | Flentrop Revisited (EO/Flentrop Orgelbouw & Het Orgel, 2002): werken van Walcha en Schuurman (+ P. van Dijk, S. de Vries, T. Hagen en J. Vogel) |
| CD: Tholen, Grote Kerk                       | CD no. 10 van BOX 'Het Historische orgel in Nederland' (Project NOB, EO, NIVO, RdMz, 1999): werken van Rinck, S.S. Wesley en Worp (+ C. van Wageningen en G.C. de Gier) |
| CD: Zierikzee, Nieuwe Kerk                   | LBCD 59 (1996): werken van R. Vaughan Williams en H. Willan (+ B. Beekman, R. Verhage en M. van der Veer) |
| CD: Schoonhoven, Gereformeerde Kerk          | Studio 88 Musica Organum 399096 (1991): werken van Buxtehude, Bach, Krebs, Van Eersel, Homilius, Keeble, Rinck en Mendelssohn |
| CD Goes Grote Kerk                           | Jubal 1991 CD ZV 91137-2: werken van Pachelbel, Buxtehude, Krebs, Rinck, Arne, S. Wesley, S.S. Wesley, Kirchner, Brahms en Rheinberger |
| LP Goes Grote Kerk                           | Mirasound MO 20.4023 Opname 24 september 1986: werken van E. du Caurroy, F. Roberday, J. Pachelbel, W.A. Mozart, J.C.L. Kittel, A.P.F. Boëly, M. Reger, M.E. Bossi |
| LP Wissenkerke, Kloetinge, Kapelle           | Eurosound ES 46.833. Vier Historische orgel op de Bevelanden. Uitg. Heemkundige Kring De Bevelanden. Opname 9/10 september 1986: werken van C.F. Hurlebusch, J.L. Krebs, J.C.F. Bach, J.B. Schiedermayer e.a. |
| LP Utrecht Domkerk                           | Discodom 1981 (+ Nederlandse Cantorij o.l.v. Maarten Kooij): werken van R. Ohse en A. Schoendlinger (koormuziek van L. Graap, P.E. Kreisel, M. Weiss e.a.) |
| LP Utrecht Domkerk                           | Discodom 1981 (+Nederlandse Cantorij en Dom-cantorij o.l.v. Maarten Kooij): werken 'Wie grosz ist des Allmächt'gen Güte' en het dubbelkorige 'Te Deum' van F. Mendelssohn |
| LP Utrecht Domkerk                           | Discodom 1981 (LP 5, Cassette met 6 LP's): werken: Koraalfantasieën van Max Reger: 'Wie schön leucht uns der Morgenstern' (opus 40, nr. 1), 'Wachet auf ruft uns die Stimme' (opus 52, nr. 2), 'Halleluja! Gott zu loben' (opus 52, nr. 3) |
| Dubbel LP Utrecht Domkerk                    | Phonogram B.V. 6814 281/82: Klankbeeld van het openingsconcert en gemeentezangavond t.g.v. 90-jarig bestaan N.O.V. opname 10/11/12 april 1980. KvE op plaat II: Voorspelen, zettingen en improvisaties over Gezang 426, 173 en 206 (+ Klaas Bolt, Gerard Bal, Jacques van Oortmerssen, Nico Verrips en Wim Kloppenburg met de Matinencantorij) |
| LP Goes Grote Kerk                           | Mirasound SP 277 opname 15/16 april 1980: Maria Magdalenacantorij. Gezang 382, 204, 385, 387, 483, 428 en Psalm 122 (KvE) + Cantorij 'De Hoogte' o.l.v. Izaak Ruissen |
| LP Goes Grote kerk                           | Mirasound KS 7028 opname 28 augustus 1978: werken van J. Cabanilles, J.G. Walther, J.C.L. Kittel, M. Reger, C. Saint-Saëns, J. Brahms en J. Rheinberger |
| LP Goes Grote Kerk                           | Mirasound SP 216, Z.L.M. Concert 21 juni 1978: werken van W. Mudde, Telemann, Mozart + o.a. Wim van Boven – cornet, Marie-Cécile Moerdijk – sopraan en het Zeeuws Mannenkoor |

### Prijzen en onderscheidingen
- 1970: Brugge. Laureaat Internationaal Orgelconcours
- 1972: Arnhem. Winnaar van de Tweede prijs Internationaal Orgelconcours Orgeldagen Rijnstreek.
- 1973: St. Albans – Engeland. Tournemireprijs (improvisatie en scriptie).
- 1974: Linz – Oostenrijk. International Orgelwettbewerb. Vijfde prijs
- 1975: Innsbruck – Oostenrijk. International Orgelwettbewerb. Gedeelde derde prijs
- 1976 & 1977: Haarlem. Deelnemer aan het Internationale Orgelimprovisatieconcours.
- 1988: Goes. Culturele Prijs van de stad Goes.